# 멕시코 한인 이민 100주년 기념탑
멕시코 한인 이민 100주년 기념탑(스페인어: Monumento conmemorativo del Centenario de la Inmigración Coreana en México)는 2005년에 멕시코 한인 이민 100주년을 기념하기 위해 멕시코 한인 이민 100주년 기념사업회와 재외동포재단이 세운 기념탑이다.
재외동포재단과 현지 한인 및 기업들로부터 모금을 통해 건설되었으며, 탑 아래의 기념비에는 1905년에 한인들이 멕시코로 이민을 왔다는 내용과 태극기와 멕시코의 국기가 새겨져 있다.

## 같이 보기
- 그리팅맨
- 한멕 우정병원